# S/S Ran
Ran var en svensk bogserbåt med passagerarlicens som 1907-1945 var reservfartyg till Bore och senare fartyget Ven i trafiken mellan Landskrona – Bäckviken på Ven för  Landskrona stads hamnförvaltning.
Efter andra världskriget såldes båten till företaget A F Söderströms Stuveri AB (Groggbolaget) i Stockholm och fick namnet Bragrogg, såldes sedan till Göteborg i slutet på 1950-talet och till Norge och fick dieselmaskin. På 1960-talet blev hon såld igen då hon döptes om till Hedvig och fick hemmahamn Porsgrund. 1980 såldes fartyget till Risör och något år senare för skrotning i Landskrona, men på väg dit såldes det istället till Stockholm, följt av Munkedal och Särö och åter Stockholm och senare Enhörna då fartyget varit fritidsfartyg en längre tid.  I augusti 2008 sjönk fartyget i Mälarvarvet men bärgades.